# Actinobacteridae
Actinobacteridae — підклас бактерій класу Актинобактерії (Actinobacteria). Це грамнегативні бактерії.